# The Working Man
The Working Man (bra: Negócios em Família) é um filme pre-Code estadunidense de 1933, do gênero comédia romântica, dirigido por John G. Adolfi, e estrelado por George Arliss e Bette Davis. O roteiro de Charles Kenyon e Maude T. Howell foi baseado no conto "Adopted Father" (1916), de Edgar Franklin.
O filme está preservado na coleção da Biblioteca do Congresso dos Estados Unidos.

## Sinopse
Quando o sapateiro bem-sucedido John Reeves (George Arliss) descobre que Tom Hartland, o dono da empresa rival Hartland Shoes, e o mesmo homem que conseguiu conquistar a moça por quem era apaixonado, faleceu, ele decide tirar férias; agora com a esperança de conquistar sua amada, e dessa vez sem nenhuma concorrência. Reeves deixa sua empresa nas mãos de seu sobrinho presunçoso, Benjamin Burnett (Hardie Albright), que acha que será um dono melhor que John.
Durante uma pesca no Maine, Reeves conhece Jenny (Bette Davis) e Tommy Hartland (Theodore Newton), herdeiros de Tom, que se encontram gastando a herança deixada por seu pai. Reeves não revela sua identidade verdadeira e, ao conseguir salvar Jenny, é convidado para visitar a casa dos irmãos em Nova Iorque. Reeves aproveita a chance para reorganizar a Hartland Shoes, tornando-se rival de seu próprio sobrinho, a fim de conseguir recuperar e expandir sua loja.

## Elenco
- George Arliss como John Reeves
- Bette Davis como Jenny Hartland / Jane Grey
- Theodore Newton como Tommy Hartland
- Hardie Albright como Benjamin Burnett
- Gordon Westcott como Fred Pettison
- J. Farrell MacDonald como Henry Davis

## Produção
- O lançamento do filme marcou a segunda parceria de George Arliss e Bette Davis, que trabalharam juntos em "The Man Who Played God" no ano anterior.
- O filme teve sua estreia mundial no Radio City Music Hall, em Nova Iorque.
- O filme da 20th Century Fox de 1936, "Everybody's Old Man", foi baseado na mesma história.

### Bilheteria
De acordo com os registros da Warner Bros., o filme arrecadou US$ 401.000 nacionalmente e US$ 421.000 no exterior, totalizando US$ 822.000 mundialmente.

## Recepção
Em sua crítica para o The New York Times, Mordaunt Hall descreveu o filme como "alegre, mas um tanto superficial" e acrescentou que "George Arliss oferece um estudo de caráter cativante em um papel que combina com ele ... um grande número de [suas] falas são bem-humorados e não há como negar que o ator as usa de maneira mais eficaz. Bette Davis, cuja dicção é música para os ouvidos, faz um bom trabalho no papel de Jenny".
A TV Guide chamou o filme de "um pedaço de entretenimento completamente agradável que não serve para nada além de colocar um sorriso em seu rosto".